# Smiley (alligator)
Pour les articles homonymes, voir Smiley.
Smiley, né en 1922 et mort le 9 février 1987, est un alligator d'Amérique de sexe féminin qui vivait en captivité au musée maritime de Göteborg en Suède depuis son arrivée des États-Unis en 1924,. L'animal a reçu son surnom en 1970 lorsque le journal Expressen a consulté ses lecteurs pour trouver un nom à l'alligator. Au moment de sa mort à l'âge de 65 ans, elle détenait le record d'être le plus ancien alligator en captivité, ce qui lui valait une mention dans le Livre Guinness des records.

## Hommages
Comme d'autres célébrités de Göteborg, Smiley a un véhicule de tramway qui porte son nom : le tram M29 859. 